# Xiong Li
Xiong Li (chinois : 熊麗), est un des premiers souverains connus de l'ancien État chinois qui prendra plus tard le nom d'État de Chu,. Il règne au XIe siècle av. J.-C. et succède à son père Yuxiong, qui fut un allié, ainsi qu'un des maitres, du roi Wen de Zhou (r. 1099–1050 av. J.-C.), le père du fondateur de la dynastie Zhou.
Lorsque Wu Wang, le fondateur de la dynastie Zhou renverse la dynastie Shang, il bénéficie du soutien du souverain du Chu, qui lui fournit des arcs et des flèches . Les archives lacunaires ne permettent pas de savoir si cet événement survient lors du règne de  Xiong Li ou celui de son successeur
Le nom de famille ancestral de Xiong Li est Mi (芈), mais il décide de prendre le second caractère du nom de son père, "Xiong" (lit : "Ours"), et d'en faire le nom de la lignée royale du Chu. 
Après la mort de Xiong Li, c'est son fils Xiong Kuang qui lui succède. Par la suite, son petit-fils Xiong Yi est anobli par Zhou Chengwang, le second roi de la dynastie Zhou, qui lui attribue le titre héréditaire de zĭ (子), ce qui correspond à peu près à vicomte.